# Senzorická paměť
Senzorická paměť je nejkratší druh paměti. V senzorické paměti se uchovávají senzorické vlastnosti podnětu na dobu nejvíce několika sekund. Pomocí ní si dokážeme spojit nehybné vjemy oka tak, abychom vnímali pohyb, abychom se dokázali rychle rozhodnout, jak zareagovat na jistý popud, abychom byli vždy schopni vnímat a reagovat na naše okolí.
Senzorická paměť se rozděluje podle jednotlivých smyslů. Pod senzorickou paměť spadá:
- paměť vizuální (ikonická)
- sluchová (echoická)
- hmatová (haptická)

Délka podržení jednotlivých vjemových podnětů záleží na druhu smyslu. Vizuální informace například dokáže senzorická paměť udržet méně než sekundu, sluchové informace už trochu déle (pár sekund) .
Ikonickou pamětí se v šedesátých letech zabýval George Sperling. Jedincům byla dána tabulka dvanácti písmen, aranžovaných na tři řádky a čtyři sloupce. S každým řádkem byl asociován zvláštní tón (vysoký, středně-vysoký a nízký). Po krátké ukázce této tabulky byl jedincům přehrán jeden z tónů. Řádek, s kterým byl tento tón asociován, měl jedinec za úkol reprodukovat. Sperling zjistil, že naše senzorická paměť dokáže udržet kolem dvanácti položek, ovšem tyto položky se velmi rychle zapomínají (v řádech stovek milisekund) .
Senzorická paměť dnes bývá „oddělována“ od krátkodobé a dlouhodobé paměti, neboť se jedná o značně jiný druh paměti. Senzorickou paměť používáme skoro nepřetržitě, takže vštěpování, uchovávání a vybavování je skoro současné. Paměť krátkodobou a dlouhodobou používáme jinak a k jiným účelům. Dokonce někteří psychologové považují krátkodobou a dlouhodobou paměť za součásti jednotného systému.